# 国际政治的社会理论
《国际政治的社会理论》是美国学者亚历山大·溫特的國際關係學代表作，1999年由剑桥大学出版社出版，书名参考了肯尼思·沃爾茲1979年发表的《國際政治理論》一书。本书获國際研究協會的1991-2000十年最佳图书奖。